# Issoria semicadmeis
Issoria semicadmeis är en fjärilsart som beskrevs av Barend J. Lempke 1934. Issoria semicadmeis ingår i släktet Issoria och familjen praktfjärilar. Inga underarter finns listade i Catalogue of Life.